# Drudž
Drudž je avestánský výraz pro „klamství“, v zarathuštrismu pak znamená etický protiklad aši „pravdivosti“. Lidé a další bytosti mají možnost volby mezi těmito principy a pokud se rozhodnou správně dočkají se posmrtné odměny, pokud ne tak trestu, daévové – zarathuštričtí démoni, jsou silami drudže pohánění. 
V mladší Avestě počíná být tento princip personifikován a Zarathuštra a fravaši jeho stoupenců proti němu vystupují. Někdy je také drudž ztotožňován s pairiká – čarodějnicemi, nebo ženskými daévy. V středoperské literatuře došlo k dokončení personifikace a daéva Drudž, ztělesnění všeho zla, vystupuje v řadě příběhů. Do jisté míry aša a drudž odpovídá védskému protikladu mezi rta „řádem“ a anrta „ne-řádem“.
Avestánské drudž je femininem a odpovídá nejspíše védskému druh, respektive druhjati „začernit“, což je označení síly kterou poráží v několik rgvédských hymnech Indra. Přesný výklad tohoto slova souvisí s významem slova aša, to je buď překládáno jako „pravdivost, pravda“ – poté je drudž lži či klamstvím, nebo jako „řád, spravedlnost“ a poté znamená „chyba, prohřešek, podvod“. Christian Bartholomae se domníval že slovo drudž může mít oba významy a znamenat tak „falešnost, klam“, Jean Kellens se domnívá že protiklad mezi ašou a drudží je protikladem mezi „pravým řádem“ a „klamným/iluzorním řádem“, a zároveň mezi světlem dne a stíny noci. Příbuzné staroperské drauga specificky odkazuje na lži týkající se dynastické legitimity.